# Петковицька сільська рада
Петковицька сільська́ ра́да (біл. Петкавіцкі сельсавет) — колишня адміністративно-територіальна одиниця у складі Барановицького району Берестейської області Білорусі. Адміністративним центром сільської ради було село Петковичі.

## Історія
Сільська рада ліквідована рішенням Берестейської обласної ради від 26 червня 2013 року шляхом включення її населених пунктів та земель до складу Крошинської сільської ради.

## Склад ради
Населені пункти, що підпорядковувалися сільській раді станом на 2009 рік:
| Населений пункт | Тип  | Населення, осіб (2009) |
| --------------- | ---- | ---------------------- |
| Баратино        | село | 18                     |
| Дудичі          | село | 47                     |
| Ішколдь         | село | 172                    |
| Петковичі       | село | 333                    |
| Родковичі       | село | 42                     |

## Населення
За переписом населення Білорусі 2009 року чисельність населення сільської ради становило 612 осіб.

### Національність
Розподіл населення за рідною національністю за даними перепису 2009 року:
| Національність | Осіб | Відсоток |
| -------------- | ---- | -------- |
| білоруси       | 408  | 66,67 %  |
| поляки         | 189  | 30,88 %  |
| росіяни        | 9    | 1,47 %   |
| українці       | 3    | 0,49 %   |
| чуваші         | 1    | 0,16 %   |
| болгари        | 1    | 0,16 %   |
| марійці        | 1    | 0,16 %   |
| Разом          | 612  | 100 %    |